# Malderen (Londerzeel)
Malderen is een plaats en deelgemeente van Londerzeel in de Belgische provincie Vlaams-Brabant. Malderen was een zelfstandige gemeente tot aan de gemeentelijke herindeling van 1977.

## Geschiedenis

### Middeleeuwen
De eerste vermelding van Malderen is uit 1125, onder de naam 'Mahl'. Een volgende vermelding is uit 1312, toen melding werd gemaakt van het 'Hof van Marselaer', een heerlijk goed met onder meer een watermolen, de 'Quaden Molen' geheten, terwijl in 1322 een kapelanie werd gesticht: in 1349 was er reeds sprake van een kerk.
Jan van Marselaer, de heer van Malderen, nam in 1371 deel aan de slag bij Baesweiler en werd gevangengenomen, maar kwam vrij na het betalen van losgeld. In 1390 werd door hem de Koevoetmolen gebouwd op de Kleine Molenbeek, terwijl de windmolen voor het eerst wordt vermeld in 1406. (Nochtans was het getal '1i19' gekerfd in de hoofddraagbalk vooraleer de molen afgebroken werd om er een nieuwe te zetten. Het getal 'i' betekende '2' in die tijd in Zwitserland.)
In 1451 werd begonnen met een nieuw hoogkoor van de kerk, dat in 1463 werd ingezegend. Jan van Marselaer, afstammeling van de eerder vernoemde Jan, heeft in 1478 de studies aan de universiteit van Leuven betaald van Adriaen Boeyens uit Utrecht, die in 1522 Paus Adrianus VI zou worden. Dit blijkt uit zijn testament van 1475.
In 1488 werden het Hof van Marselaer en de bijbehorende gebouwen verwoest door Bourgondisch gezinde troepen uit Mechelen. In 1572 werd de kerk geplunderd door prinsgezinde ruiters die van Mechelen naar Dendermonde optrokken. In 1578 verkochten de heren van Marselaer, uit economische nood, hun goed en vermengden zich onder de bevolking. Het hof zou vervolgens diverse eigenaars kennen. In 1590 waren er opnieuw troebelen, waarbij de kerk in brand werd gestoken, evenals de molens. Dit had te maken met de beeldenstorm. In 1599 werd de kerk opnieuw ingewijd, maar het zou nog vele jaren duren voor de kerk geheel was hersteld.

### Vroegmoderne tijd
In 1620 werden Malderen en Opdorp verkocht aan de heer van Grimbergen. In 1729 splitste de parochie van Opdorp zich af en werd zelfstandig. De kerk en pastorie van Malderen werden verbouwd in 1758, terwijl in 1770 het kasteel Groenhoven werd afgebroken om vervangen te worden door het huidige gebouw. Ook in 1791 werd de kerk sterk aangetast en, hoewel het koor behouden bleef, werden grafzerken en dergelijke opgeruimd en werden ook de ramen dichtgemetseld.
Tijdens de Franse tijd werd de bestuurlijke indeling aangepast. De heerlijkheid van Liezele, Lippelo en Malderen werd in 1795 opgeheven en Malderen werd bij het Dijledepartement gevoegd. 

### 19e eeuw
Een gemeentehuis en een school werden in 1822 aanbesteed en in 1823 werd de school geopend. In 1830 volgde de installatie van de eerste gemeenteraad. Terwijl de cholera uitbrak werden er elders 'heldendaden' verricht in het kader van de onafhankelijkheidsstrijd van België, hetgeen leidde tot de doortocht en het verblijf van troepen. De infrastructuur ontwikkelde zich via de aanleg van een spoorlijn, die geopend werd in 1837, en van een kasseiweg van Meise naar Temse. In 1855 werd op de Herbodinnemolen een stoommachine geïnstalleerd. In 1867 werd straatverlichting aangelegd en in 1899 opende men een spoorwegstation.
De belangrijkste familie van wie de naam tot op de dag van vandaag nog verwijst naar deze gemeente, is de familie Van Malderen.

## Bezienswaardigheden
- De Sint-Amanduskerk werd ingewijd in 1463. Deze kerk stond onder het patronaat van de abdij van Affligem. De bevolking van het Oost-Vlaamse Opdorp was tot 1734 van de parochie Malderen afhankelijk. Het koor van de kerk staat enigszins scheef ten opzichte van het schip, dat werd herbouwd in 1786, wat overeenkomt met de huidige situatie. In de kerk bevindt zich het graf van Jan van Marselaer, heer van Opdorp enz., uit 1477. Er zijn biechtstoelen uit 1740 en een preekstoel in Lodewijk XV stijl. Het orgel stamt uit 1774 en het werd in 1874 omgebouwd. Er is een schilderij, 'de Voetwassing' voorstellende, van J. van den Kerckhoven uit 1753.
- De Heidemolen is van het type staakmolen. Hij ontleent zijn huidige naam aan de plaats waar hij staat: de "Malderse Heide". Van de heide valt tegenwoordig echter weinig meer te bespeuren. De bebouwing rond de molen is nadelig voor de werking door de zwaar verminderde windvang. Hij bezit een vlucht van 24 meter en bezit twee koppels stenen. De huidige molen is een kopie van de in 1990 omgewaaide molen, welke dateerde van begin 18e eeuw. De Heidemolen werd voor het eerst in de 13e eeuw (1232) vermeld en is daarmee een van de oudste van Brabant. Op onder andere de steenlijsten en maalbak staan 18e-eeuwse jaartallen ingekerfd. In de januaristormen van 1990 werd de Heidemolen door een storm vernield, doch in 1995 werd hij weer opgericht in opdracht van de gemeente Londerzeel door de molenmakers Caers uit Retie. Naast de nog bestaande windmolen stond even verderop nog een windmolen: De Stenen Molen. Beide waren eigendom van dezelfde molenaarsfamilie. De Heidemolen heette in die tijd nog gewoon "Houten Molen" en verkreeg zijn huidige naam pas ruim nadat alle maaldersactiviteiten waren gestaakt. Historisch is zijn huidige naam dus eigenlijk niet.
- De Herbodinnemolen is een watermolen op de Grote Molenbeek die reeds in 1321 werd vermeld. De molen behoorde tot een complex dat ook uit hoeven bestond. De Herbodinnenmolen was een korenmolen. In 1950 werd de molen ontmanteld en van het waterrad ontdaan.
- De Koevoetmolen op de Kleine Molenbeek was een watermolen die vermoedelijk in 1390 werd gebouwd. Hij bestond uit een korenmolen aan de Londerzeelse kant van de beek, en een oliemolen aan de Malderse kant. Het waterrad van de koren is vervangen door een waterturbine. Van de oliemolen rest nog slechts een sluis.
- Kasteel Groenhoven is een 19e-eeuws kasteel dat in een mooi park ligt.

## Geografie

### Ligging
Malderen ligt in het noordwesten van de gemeente Londerzeel. Nabijgelegen kernen zijn Steenhuffel, Buggenhout, Opdorp, Lippelo, Londerzeel Sint-Jozef en Londerzeel-dorp.

### Natuur en landschap
Malderen ligt in een landelijk gebied en heeft een vlakke bodem waarvan de hoogte varieert tussen 7 en 21 meter. Ten oosten van de kom vindt men de Grote Molenbeek die in noordelijke richting stroomt. Langs de Grote Molenbeek liggen biologisch waardevolle natuurgebieden. Ten noorden van de kom ligt het Kasteel Groenhoven met omliggend natuurgebied, aansluitend op het Lippelobos.

## Demografische ontwikkeling
- Bronnen:NIS, Opm:1831 tot en met 1970=volkstellingen; 1976 = inwoneraantal op 31 december

## Mobiliteit
Het spoorwegstation Malderen ligt langs spoorlijn 53 tussen Schellebelle en Leuven. Tot 1957 was er in de deelgemeente ook het station Molenheide.

## Cultuur en sport
In 1856 werd de Koninklijke Fanfare de Ware Vrienden Der Eendracht opgericht.
Sinds 1903 heeft Malderen een tweede fanfareorkest, namelijk de Koninklijke Muziekvereniging Concordia.
In het dorp bevond zich decennialang de voetbalclub KFC Malderen. Sinds 2022 is deze club opgegaan in de fusieclub Londerzeel United waarvan de terreinen te Malderen neventerreinen zijn.
Sinds 2024 zijn de terreinen van Malderen officieel de thuisbasis geworden van de dames- en meisjeswerking van Londerzeel United.

## Nabijgelegen kernen
Steenhuffel, Opdorp, Lippelo, Londerzeel Sint-Jozef